# Gulbiny Małe
Gulbiny Małe (lit. Mažieji Gulbinai) – mikrorejon na Litwie, w okręgu wileńskim, część Wilna, w dzielnicy Werki.

## Historia
W XIX i w początkach XX w. położone były w Rosji, w guberni wileńskiej, w powiecie wileńskim. Po I wojnie światowej pod administracją polską, w Zarządzie Cywilnym Ziem Wschodnich. W latach 1920–1922 w składzie Litwy Środkowej.
Od 11 kwietnia 1922 leżały w Polsce, w województwie wileńskim, w powiecie wileńsko-trockim, w gminie Rzesza. W 1931 miejscowość liczyła 230 mieszkańców, zamieszkałych w 40 budynkach.
Po II wojnie światowej w granicach Związku Sowieckiego. Od 1991 na niepodległej Litwie. Do 1996 wieś w gminie Rzesza. W 1996 zostały włączone w granice Wilna.